# 盖尔登 (下萨克森州)
盖尔登（德語：Gehrden，發音：[ˈɡeːɐ̯dn̩] ⓘ）是德国下萨克森州汉诺威地区的城市，面积43.24平方千米，2023年12月31日人口为15,329人。